# (2567) Elba
(2567) Elba – planetoida z grupy pasa głównego asteroid okrążająca Słońce w ciągu 4 lat i 195 dni w średniej odległości 2,74 j.a. Została odkryta 19 maja 1979 roku w Obserwatorium La Silla przez Oscara i Guido Pizarro. Nazwa planetoidy pochodzi od imienia Elby Aguilery de Pizarro (1926–1965), matki odkrywców. Przed jej nadaniem planetoida nosiła oznaczenie tymczasowe (2567) 1979 KA.